# Cabal (videogioco)
Cabal (カベール?, Kabēru) è un videogioco arcade sparatutto prodotto dalla TAD Corporation nel 1988 in Giappone (distribuito da Taito) e in licenza dalla Fabtek in America Settentrionale e in Europa. È caratterizzato dall'uso simultaneo di un soldato in terza persona e di un mirino, su una visuale tridimensionale fissa.
Conversioni del gioco vennero pubblicate nel 1989 dalla Ocean Software per i computer Amiga, Amstrad CPC, Atari ST, Commodore 64 e ZX Spectrum. In America fu invece pubblicato dalla Capcom per Amiga, Commodore 64 e MS-DOS; nel caso del Commodore 64 la versione americana è diversa da quella europea, poiché furono sviluppate indipendentemente da due aziende diverse. Ci fu inoltre un porting per console Nintendo Entertainment System, effettuato da Zippo Games, poi acquisita da Rareware.

## Modalità di gioco
Cabal è uno sparatutto a schermata fissa ambientato in tempi moderni. Il giocatore controlla un soldato senza nome, visto di spalle, che spara con un fucile facendo riferimento a un mirino. Due giocatori possono giocare simultaneamente in cooperazione, ma solo nelle versioni arcade, Amiga e Atari ST.
I nemici sono soldati e mezzi appartenenti a un'immaginaria organizzazione terroristica. La schermata è in prospettiva tridimensionale, ma fissa. Cinque sono i livelli, ognuno dei quali è suddiviso a sua volta in quattro scenari.
Il protagonista è visto di spalle, può muoversi solo a destra e a sinistra e all'inizio è protetto da un muro difensivo, che può essere distrutto dal fuoco nemico. Il giocatore si serve di tre tasti: col primo controlla il mitra, dalle munizioni illimitate, utilizzando un mirino che si muove per tutto lo schermo; col secondo lancia le granate, limitate, che danneggiano più facilmente le truppe nemiche e le loro installazioni, mentre il terzo tasto permette di fare "capriole" per schivare rapidamente i colpi (funzione non disponibile in alcune conversioni). Il movimento verticale del mirino è indipendente, mentre quello orizzontale segue normalmente gli spostamenti del personaggio; se si desidera spostare lateralmente il mirino a personaggio fermo, bisogna tenere premuto il pulsante di sparo.
Oltre a soldati, armati anch'essi di fucili e granate, si devono affrontare carri armati, elicotteri, e molto altro, prima di misurarsi con il boss di fine livello.
Gran parte del paesaggio - edifici militari, edifici civili, rocce eccetera - può essere distrutta se vi si fa fuoco ripetutamente: man mano che vengono colpite, le strutture si incrinano per poi crollare. Viene così tolto riparo ai nemici, e ad ogni crollo si ha la possibilità di ottenere punti bonus oppure power-up. Questi ultimi possono essere rilasciati anche dai nemici uccisi. Alcuni permettono al giocatore di recuperare le granate, altri forniscono armi speciali.
I nemici attraversano lo schermo in continuazione arrivando generalmente dai lati: per completare uno scenario bisogna eliminarne un certo numero, rappresentato da un indicatore a barra; a quel punto tutti i nemici superstiti muoiono e gli edifici ancora in piedi vengono rasi al suolo, cosicché si può accedere allo scenario successivo. Durante tale passaggio, il protagonista fa un balletto di esultanza molto caratteristico.
Le vite sono inizialmente 3, aumentabili al raggiungimento di determinati punteggi: quelle di scorta vengono simboleggiate dai cuoricini nella parte superiore dello schermo. Si perde una vita dopo essere stati colpiti da un qualsiasi proiettile nemico.

## Sequel e giochi simili
Cabal ebbe un seguito nel 1990 con Blood Bros., utilizzante però un'ambientazione Western.
Nel settembre 1988, anno di pubblicazione di Cabal, la Konami fece uscire Devastators, videogioco dal gameplay e dall'ambientazione molto simile a quella del prodotto della TAD Corporation; la stessa Konami nel 1992 mise in commercio G.I. Joe che riproponeva il sistema di gioco di Devastators. Nel 1990 fu la SNK a ispirarsi a Cabal, proponendo NAM-1975, uno dei quattro giochi con cui venne varata la tecnologia Neo-Geo. Nel 1994 la spagnola Gaelco produsse Alligator Hunt, gioco provvisto dello stesso gameplay. Nel 1994 vennero pubblicate da altri produttori le imitazioni Pirates, con pirati come protagonisti, e Hard Times, versione strutturalmente identica a Blood Bros., ma con sprite e fondali differenti, ispirati alla tematica dei gangster. Giochi creati in epoca successiva ispirati sempre a questo tipo di sparatutto sono Charge 'N' Blast della SEGA (1999) e Gamshara (2002), quest'ultimo ambientato nel Giappone feudale. L'elenco non è esaustivo; diversi altri giochi si possono considerare varianti di Cabal.